# Homoplasie
Eine Homoplasie (von griech. homos „gemeinsam“, „gleich“ und plasis „Formung“) bezeichnet in der Biologie ein Merkmal, das bei mehreren Taxa jeweils voneinander unabhängig entstanden ist (Konvergenz). Dieser Terminus (Fachbegriff) wird vor allem in der Molekularbiologie beim Vergleich von Gensequenzen verwendet, in der Morphologie wird dagegen eher von konvergenten Merkmalen gesprochen.
Der Gegensatz zur Homoplasie ist die Homologie. Der englische Terminus homoplasy wird zudem häufig allgemein im Sinne einer Analogie verstanden.
In die Fachsprache eingeführt wurde der Terminus Homoplasie 1870 von Ray Lankester.